# Tomás Ochando
Tomás José Ochando (Murcia, c. 1725 - ¿?, después de 1799) fue un compositor y maestro de capilla español.

## Vida
Se desconoce la fecha exacta de nacimiento del maestro Ochando, pero se calcula que sería hacia 1725, teniendo en cuenta que ingresó como infante del coro de la Catedral de Murcia en 1731 cuando tendría 5 o 6 años. El lugar de nacimiento es mencionado por Ochando mismo en un memorial. Por lo tanto, su formación musical sería en la Catedral con Francisco Miras Muñoz, maestro de capilla entre 1731 y 1751, con el que estudió Composición.
En 1741 solicitó al cabildo una ayuda de costa para hacerse unos hábitos y continuar sus estudios. Sin embargo, un año más tarde y tras la muda de la voz, seguía en la Catedral de Murcia, ahora como tiple en el coro de música. Permaneció por lo menos hasta 1742, cuando se le menciona por última vez en las actas capitulares.
Apareció en 1744 en Elche, sin que se sepa su actividad en los dos años transcurridos. El cabildo ilicitano llevaba décadas de inestabilidad en el magisterio, que era el responsable de organizar el Misterio. El obispo José Flores Osorio no aceptó el nombramiento de Antonio Ladrón de Guevara por la villa, tras el fallecimiento de Joseph Antolín en 1733, y trató de imponer a José Gargallo. La disputa continuó y en 1736 la villa proponía a Lucas Martínez, que nombró como maestro interino, aunque la parroquia continuase pagando a Ladrón de Guevara por el cargo. De 1736 a 1744, Francisco Zacarías, Juan Galbis y Jacinto Redon fueron algunos de los muchos que desfilaron por las actas de cabildo cobrando libras como músicos y compositores de refuerzo. A pesar de no tener experiencia como maestro de capilla, el maestro Miras lo alabó, diciendo que su discípulo tenía «disposición [e] ingenio». Se le nombró para el cargo el 23 de diciembre de 1744. A pesar de que solo permaneció dos años, partiendo en 1746 según los estudios de Pacheco Mozas, consiguió estabilizar la vida musical litúrgica y los Misterios.
De nuevo se desconoce dónde permaneció durante los siguientes cinco años hasta que aparece en 1751 como maestro de capilla del Colegio Imperial de Madrid.  El Colegio Imperial era una importante institución educativa ligada a la corte, que a mediados del siglo XVIII tenía una importante actividad musical. Tampoco parece que permaneciese mucho tiempo en el cargo, ya que en 1754 lo ocupaba Pedro Durón. El Colegio pertenecía a la Compañía de Jesús y el maestro debía ser jesuita, por lo que es de suponer que Ochando lo era, aunque no se pueda corroborar documentalmente.
El maestro de capilla de la Catedral de México, Antonio Juanas, se llevó a Ciudad de México obras de compositores activos en Madrid entre 1784 y 1791, entre las que se incluyen obras de Ochando. Las últimas noticias que se tienen del maestro son de Baltasar Saldoni, que informa sobre la publicación el 8 de marzo de 1799 de «la Primera Lamentación de Viernes Santo, á primero y segundo coro, dos violines, forte-piano ó clave y bajo, de su composición». Ambos datos dan a entender que Ochando estaba activo en Madrid, aunque ninguno indica en qué institución. Saldoni da a entender que seguía activo en 1799, a los 75 años, pero se pierde la pista del compositor posteriormente.

## Obra
A pesar de lo poco que se ha conservado de la biografía, posiblemente por su pertenencia a la Compañía de Jesús, el nombre de Ochando es nombrado a menudo junto a otros compositores de importancia, como José de Nebra, Antonio Juanas, José Mir y Llusá. Es de entender que debía ser uno de los compositores de Madrid más destacados de la época. Su estilo unifica la música de la tradición litúrgica española con el estilo operístico italiano de forma proipia, creando un sincretismo específico de su obra.
No se han conservado ninguna de las obras del maestro Ochando compuestas en Elche, a pesar de que las actas capitulares informan de su abundante producción: «el excesivo travajo que ha tenido en la composición de los papeles de Músicos para dicha festividad [del Misterio …] y por el papel que ha Gastado en la composición». En España se conservan cinco obras en la Catedral de Jaca y otras dos en la Biblioteca Nacional de España: una Secuencia Luada Sion Salvatorem y un libreto del oratorio Sacro Drama Harmonico Trisagio Mariano (1751).
En cambio, se encuentran obras de Ochando en todas las catedrales de México, con excepción de la de Oaxaca, y en la Catedral de Lima. Su música también se tocó en Colegio de Santa Rosa de Santa María en Morelia, el Convento de la Santísima Trinidad en Puebla y la Colegiata de Guadalupe, que conserca nada menos que 25 composiciones. En consecuencia, las primeras investigaciones especulaban con que fuese novohispano, pero parece que nunca fue a América.